# Marianna Hofer
Marianna Hofer (Pieve di Cadore, 25 aprile 1981) è una politica ed ex calciatrice italiana, di ruolo attaccante, campionessa d'Italia con la Fiammamonza, dal 2015 sindaco del Comune di Valle di Cadore.

## Biografia
Avvocato, nel 2015 viene eletta come sindaco di Valle di Cadore ottenendo 593 preferenze (50,7%) con la lista civica "Impegno Comune", battendo per appena 15 voti la lista avversaria dell'uscente vicesindaco. Cinque anni più tardi, presentatasi all'elettorato con la lista civica "In Comune", viene riconfermata con il 60,76% delle preferenze.

## Carriera

### Club
Iniziò a calcare i campi di calcio insieme ai ragazzi fino ai 14 anni, vincendo un campionato provinciale esordienti.
Superata l'età prevista dalla federazione per giocare con le formazioni miste, Hofer decide di continuare l'attività tesserandosi con il Belluno, giocando nelle sue formazioni giovanili, dove si fa notare e viene inserita in rosa dalla sezione regionale della FIGC-LND conquistando un Torneo delle Regioni, e ben presto aggregata alla squadra titolare che ottiene la promozione in Serie B, secondo livello del campionato italiano femminile di calcio, nel quale debutta nella stagione 1998-1999.
Durante il successivo calciomercato estivo si trasferisce al Verona CF, avendo così l'opportunità di debuttare in Serie A, marcando con la squadra scaligera 26 presenze e 5 reti in campionato ma condividendo con le compagne la stagione negativa che si conclude con la retrocessione della squadra.
L'anno successivo si trasferisce al Fiamma Monza, dove è inserita fin dall'inizio sia nella squadra Primavera che in quella titolare e in sei anni vince il campionato Primavera 2002-2003, colleziona 140 presenze e 40 gol e vince lo scudetto 2005-2006.
Il 1º maggio 2006, dopo la partita Fiammamonza-Torino, Marianna Hofer viene trovata positiva al controllo antidoping e alle controanalisi per la presenza di benzoilecgonina rinvenuta nelle urine, giustificata dalla calciatrice per aver partecipato, la sera prima della gara, a una festa in cui altre persone estranee avevano fumato della cocaina con un narghilè. Immediatamente sospesa dall'attività sportiva in via cautelare, Hofer viene inizialmente squalificata per due anni, ma in sede di ricorso la sospensione viene ridotta a tutto l'anno 2007.
L'episodio influisce sostanzialmente sul morale dell'atleta che valuta anche di abbandonare l'attività da calciatrice, tuttavia dopo la sosta forzata durata un anno e sette mesi, rientra in campo nel campionato 2007-2008 giocando il girone di ritorno della Serie C con l'Alpago, marcando 20 reti.
Ritorna in Serie A nel 2008-2009 con il Chiasiellis (2 gol in 18 presenze), mentre nel 2009-2010 segna 10 gol in 20 presenze con l'Olbia in Serie A2.

### Nazionale
Nell'agosto 1999 Hofer viene convocata per vestire la maglia dell'allora formazione Under-18 che partecipa alla fase finale dell'Europeo di Svezia 1999 di categoria, chiuso dalla nazionale italiana U18 al terzo posto.
Dei primi anni duemila è la sua convocazione nella nazionale Under-20.

## Palmarès

### Club
- Campionato italiano: 1

Fiammamonza: 2005-2006